# Самки (Глазовский район)
 Самки́ — деревня в Глазовском районе Удмуртии в составе сельского поселения Куреговское.

## География
Находится на расстоянии примерно 26 км на северо-восток по прямой от центра района города Глазов. 

## История
Известна с 1873 года как починок Нюлсинской (Самки, Егорята и Михей), где дворов 22 и жителей 167, в 1905 (деревня Самковская) 31 и 200, в 1924 38 и 212 (все русские) . В деревне живут старообрядцы. Жители деревни в XIX – начале XX веков были зафиксированы по национальности пермяками, а в 20-е годы XX века записаны русскими. Работали колхозы «Сельстрой» и «Восход».

## Население
Постоянное население  составляло 171 человек (русские 96%) в 2002 году, 114 в 2012.